# Giovanni Antonio de Grott

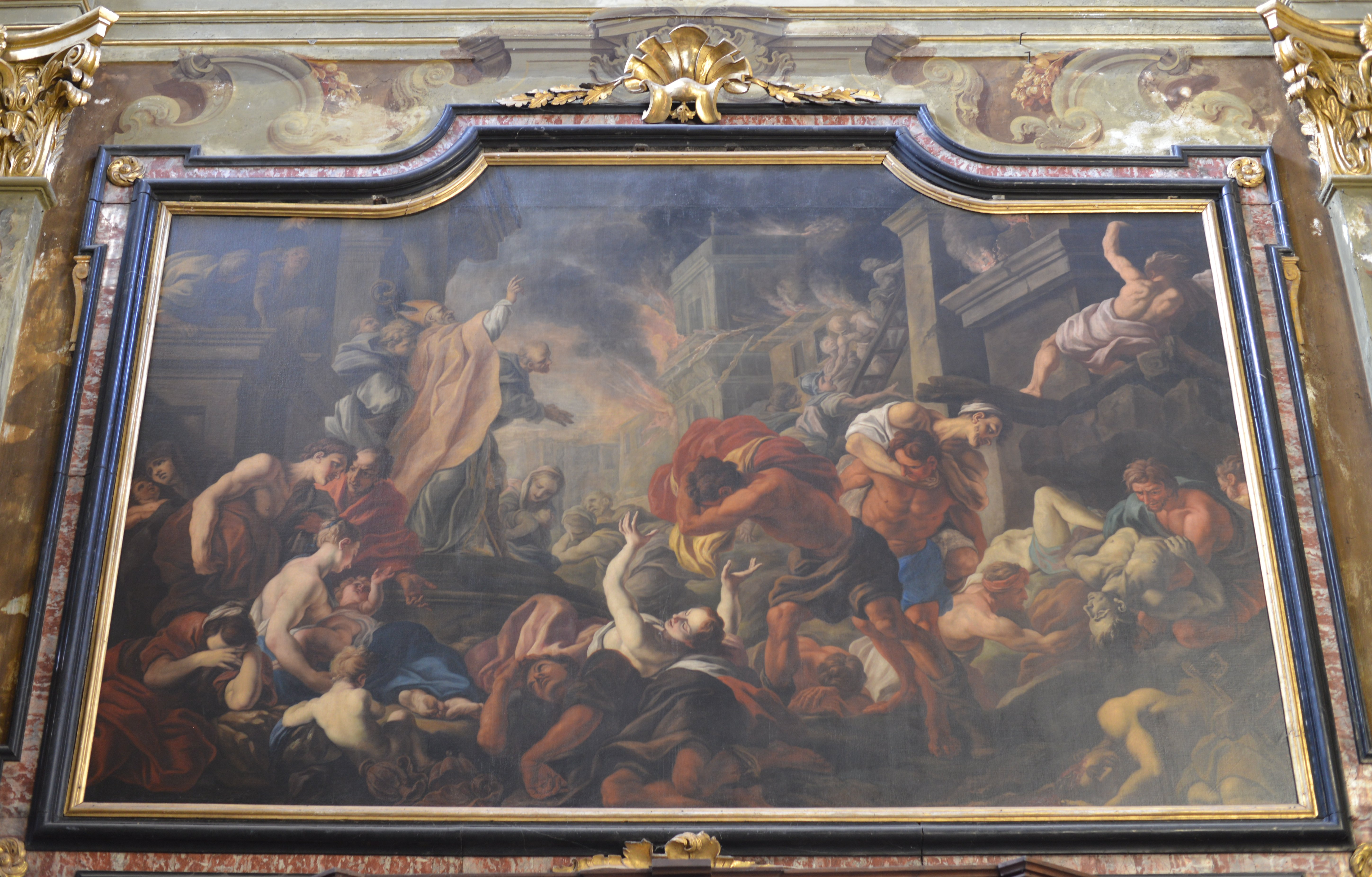
San Gaudenzio éteint le feu à Novare.

Giovanni Antonio de Grott, né à Arona, le 13 juin 1664, mort à Scopa le 27 décembre 1712 est un peintre italien actif à Varallo Sesia à la fin du XVIIe debut XVIIIe siècle.

## Biographie
Carlo Borsetti est un de ses élèves à Varallo.